# Argo Racing Cars

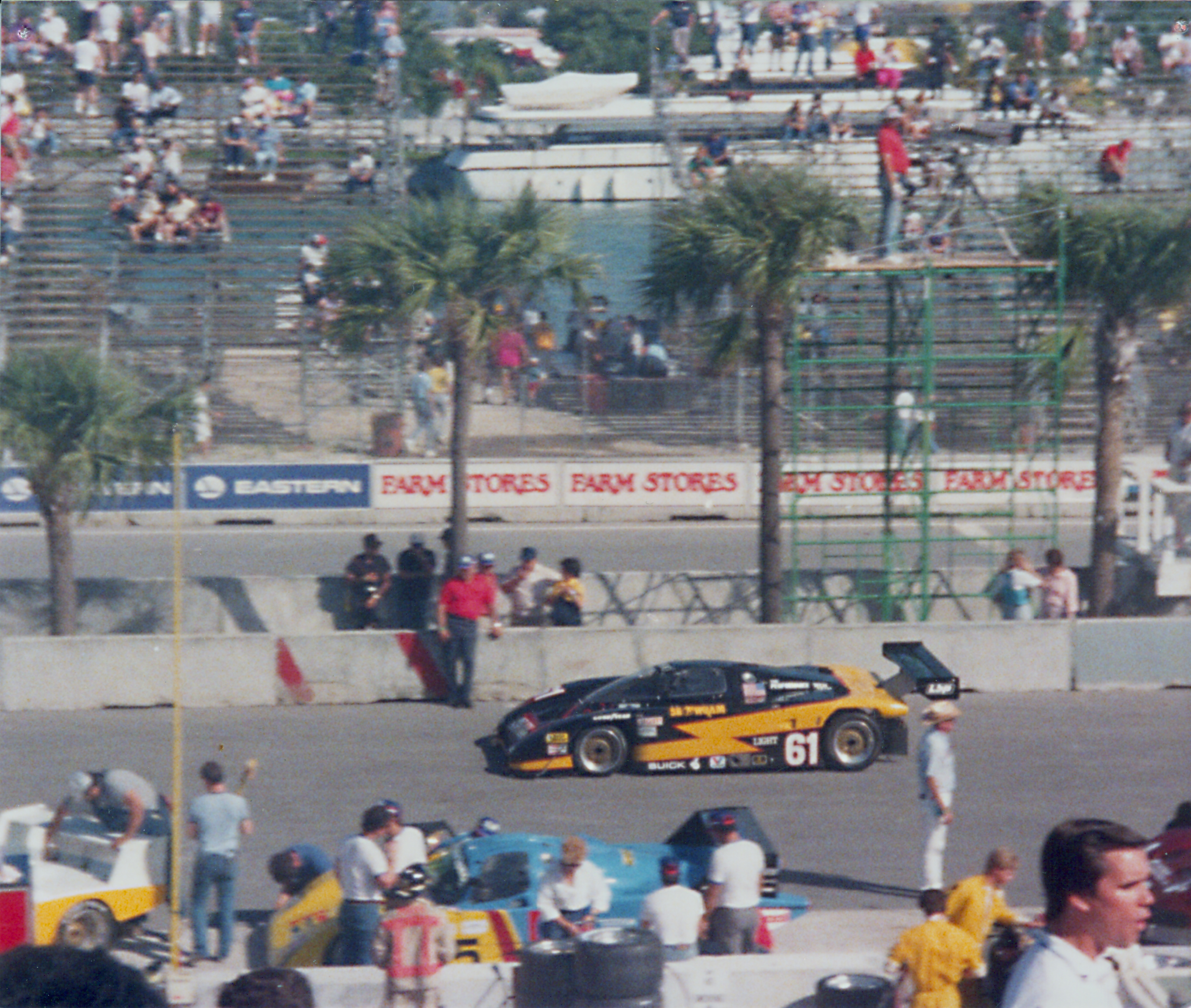
Image liée à l'article Argo Racing Cars constructeur britannique d'automobiles de course fondé par le designer suisse Jo Marquart et le mécanicien britannique Nick Jordan

Argo Racing Cars Ltd. est un constructeur britannique d'automobiles de course fondé par le designer suisse Jo Marquart et le mécanicien britannique Nick Jordan.
La société construisit d'abord diverses monoplaces pour les compétitions nationales et internationales de Formule 3 ainsi que de Formule Atlantic et de Formule Super Vee.
Elle construisit ensuite des sports-prototypes pour le championnat du monde des voitures de sport (catégorie C2) et le championnat nord-américain IMSA GT (catégorie IMSA Lights), gagnant plusieurs championnats.
Elle fut achetée par John David Sears et son ancien siège social loge maintenant son écurie Super Nova Racing.
Le nom d'Argo Racing Cars a été utilisé, ces dernières années, dans le championnat A1 Grand Prix (A1GP), notamment par les écuries libanaise (A1 Team Lebanon) et indienne (A1 Team India).